# Liste des maires de Divion
Cet article liste les maires qui se sont succédé, de 1790 à 1945, à Divion, commune française, située dans le département du Pas-de-Calais et la région Hauts-de-France.

## Liste des maires
| Période            | Période            | Identité                      | Étiquette                                   | Qualité                                                   |
| ------------------ | ------------------ | ----------------------------- | ------------------------------------------- | --------------------------------------------------------- |
| 28 février 1790    | 12 novembre 1791   | Jacques Albert Laigle         |                                             | Propriétaire de la ferme de l'Estréelle                   |
| 13 novembre 1791   | 08 décembre 1792   | Jean Baptiste Bourgeois       |                                             | Propriétaire                                              |
| 09 décembre 1792   | mars 1794          | Jean Baptiste de Saulty       |                                             | Meunier                                                   |
| mars 1794          | novembre 1794      | Auguste Legrand               | Républicain                                 | Charpentier.                                              |
| novembre 1794      | 16 novembre 1795   | Jean Baptiste de Saulty       |                                             | Meunier                                                   |
| 17 novembre 1795   | 19 germinal AN V   | Jérôme Coupin                 |                                             | Propriétaire                                              |
| 20 germinal AN V   | 09 germinal AN VII | Auguste Brongniard            |                                             |                                                           |
| 10 germinal AN VII | germinal AN VIII   | Jean Baptiste de Saulty       |                                             |                                                           |
| germinal AN VIII   | 17 avril 1813      | Jean Baptiste Crametz         | Bonapartiste (meurt en fonction)            | Propriétaire                                              |
| avril 1813         | décembre 1831      | Chevalier Joseph de Geneviere |                                             | Propriétaire                                              |
| décembre 1831      | septembre 1840     | Alexandre Glorian             | Monarchiste orléaniste                      | Propriétaire                                              |
| septembre 1840     | novembre 1847      | Ferdinand Beaucourt           |                                             |                                                           |
| novembre 1847      | juillet 1848       | Adolphe Pontfort              |                                             | Propriétaire                                              |
| juillet 1848       | octobre 1850       | Ferdinand Beaucourt           |                                             |                                                           |
| octobre 1850       | juillet 1852       | Prosper Mailliere             |                                             | Cultivateur                                               |
| juillet 1852       | janvier 1854       | Henri Beaucourt               |                                             |                                                           |
| janvier 1854       | 17 juillet 1860    | François Hernu                | Bonapartiste                                | Propriétaire                                              |
| 18 juillet 1860    | avril 1866         | Venant Mouton                 | Bonapartiste (meurt en fonction)            | Propriétaire                                              |
| avril 1866         | 22 aout 1888       | Emile Beaucourt               | Modéré puis républicain (meurt en fonction) | Conseiller général du canton de Houdain à partir de 1883. |
| 1888               | 1914               | Alexandre Hernu               | Bonapartiste                                |                                                           |
| 1914               | 1919               | Henri Beaucourt               | Républicain de gauche                       |                                                           |
| 1919               | 1925               | Isidore Lannoy                | SFIO                                        | Commerçant                                                |
| 1925               | 02 décembre 1937   | Achille Bodelot               | SFIO (meurt en fonction)                    |                                                           |
| 1937               | 06 octobre 1944    | Aristide Barras               | SFIO                                        |                                                           |
| 06 octobre 1944    | 30 janvier 1945    | Alfred Bucquet                | PCF                                         |                                                           |

## Pour approfondir